# 192
192（一百九十二）是191與193之間的自然數。

## 在數學中
- 合數，正因數有1、2、3、4、6、8、12、16、24、32、48、64、96和192。
質因數分解為{\displaystyle 2^{6}\times 3}。
- 第43個過剩數，真因數和為316，盈度為124。前一個為186、下一個為196。
  - 第44個半完全數，和為本身的其中一組因數為1、 2、 3、 6、 8、 12、 16、 32、 48、 64。前一個為186、下一個為196。
- 第56個十进制的哈沙德數。前一個為190、下一個為195。
- 第90個十进制的等數位數。前一個為191、下一個為193。
- 正一百九十二邊形為第31個可作圖多邊形。前一個為170、下一個為204。